# Омельянович-Павленко, Михаил Владимирович
Михаи́л Влади́мирович Омельяно́вич-Павле́нко (укр. Миха́йло Володи́мирович Омеляно́вич-Павле́нко; 8 (20) декабря 1878, Тифлис — 29 мая 1952, Париж) — офицер Русской императорской армии, полковник гвардии (1915), затем — украинский военачальник, генерал-поручик (1920) армии Украинской народной республики.

## Биография
Уроженец Тифлисской губернии, православного вероисповедания.
Родился в семье русского офицера-артиллериста (дворянина, уроженца Екатеринославской губернии, потомка сотника задунайских казаков), служившего с августа 1874 года в Тифлисе, вначале — в составе Кавказской гренадерской артиллерийской бригады, затем — на Тифлисском окружном артиллерийском складе, один из отделов которого находился в Баку.
Имел младшего брата Ивана (1881—1962) и сестру.
В 1886 году семья Павленко переселилась в Хабаровск, на новое место службы главы семейства, штабс-капитана Владимира Иудовича Павленко (он же — Омельянович-Павленко), 1855 года рождения, продолжавшего до 1911 года службу в чине капитана, затем подполковника, полковника, на Хабаровском артиллерийском складе, и, с производством в чин генерал-майора, уволенного от службы с мундиром и пенсией.
В 1911 году братья официально изменили свою фамилию «Павленко» на «Амельяно́вич-Павленко» с целью подчеркнуть свою принадлежность к казацко-дворянском роду Омельяно́вичей—Павленко (по официальной версии — добавили фамилию предка-казака в память о своём казачьем происхождении). После перехода в 1918 году на службу в украинскую армию, фамилия братьев Павленко изменилась на «Омелянович-Павленко».

### Русский офицер
В августе 1897 года, окончив в Омске Сибирский кадетский корпус, Михаил Павленко вступил на военную службу юнкером Павловского военного училища (г. Санкт-Петербург). Окончив в августе 1900 года училище по 1-му разряду (с отличием), был произведен из портупей-юнкеров в подпоручики, с зачислением по армейской пехоте и с прикомандированием к Лейб-гвардии Волынскому полку (г. Варшава).
Служил младшим офицером в 8-й роте полка. В 1901 году зачислен в состав полка и в октябре того же года назначен помощником заведывающего полковой учебной командой.
Участник русско-японской войны. 
Летом 1904 года подал прошение о переводе в действующую армию и Высочайшим Приказом по Военному Ведомству от 6 октября 1904 года был переведен поручиком в 53-й пехотный Волынский полк, отправлявшийся из Одесского военного округа в Маньчжурию, на театр военных действий. В декабре 1904 года был прикомандирован к 58-му пехотному Прагскому полку 15-й пехотной дивизии 8-го армейского корпуса 2-й Маньчжурской армии, в составе которого с января 1905 года принимал участие в боевых действиях. С 21.01.1905 — начальник пешей «охотничьей» (разведывательной) команды полка. 23.06.1905 был отчислен от должности начальника команды и назначен временно командующим 6-й ротой полка.
Участник сражений под Сандепу и Мукденом, боёв на Сыпингайских позициях; был контужен. За боевые отличия награждён тремя орденами и досрочно, в конце марта 1905 года, произведен в штабс-капитаны.
После войны, Высочайшим Приказом по Военному Ведомству от  19 октября 1905 года, был переведен обратно в Варшаву, в Лейб-гвардии Волынский полк поручиком на прежнюю должность.
С 13.09.1906 — начальник полковой учебной команды. Участвовал в создании нескольких Пособий по методике обучения солдат и унтер-офицеров в учебных подразделения пехотных полков.
06.12.1908 произведен в штабс-капитаны гвардии со старшинством с 09.08.1908 (05.03.1910 переведен из 8-й роты в 1-ю, Его Величества, роту).
26.08.1912 произведен в капитаны гвардии со старшинством с 09.08.1912.
В марте 1913 года сдал учебную команду и принял 6-ю роту полка.
30.03.1913 — командирован в Офицерскую стрелковую школу (г. Ораниенбаум), которую успешно окончил 21.09.1913 и возвратился в полк на прежнюю должность.
Участник Первой мировой войны. 
C первых дней войны — на фронте,  командовал 6-й ротой Лейб-гвардии Волынского полка. Отличился в октябре 1914 года в боях в районе польского города Гура-Кальвария. 1 (14) ноября 1914 года, во время боёв на линии Лодзь—Торунь,  у деревни Хелмно, поднял солдат в штыковую атаку, был тяжело ранен в плечо, после чего у него не действовала правая рука (в 1916 году за этот подвиг был награждён орденом Святого Георгия 4-й степени — высшей военной наградой Российской империи для обер-офицеров). Эвакуирован на лечение — сначала в Варшаву, затем в Петроград; с 13.12.1914 отчислен от командования 6-й ротой.
В 1915 году находился на длительном лечении в госпитале в Петрограде. Высочайшим Приказом от 30.07.1915 произведен (на вакансию) из капитанов гвардии в полковники гвардии, со старшинством с 15.06.1915. Назначен начальником штаба 2-го Гвардейского корпуса, окончательно сформированного в ноябре 1915 года. Награждён орденом Святого Владимира 3-й степени с мечами.
Весной 1916 года на фронте тяжело заболел тифом. После выздоровления, с 27 апреля 1916 года, лечился от последствий тифа и тяжёлого ранения в лазарете №3 Кисловодска.
Был признан непригодным по состоянию здоровья к службе на фронте и переведен в гарнизон Петрограда. С сентября 1916 года руководил деятельностью учебных команд запасных гвардейских батальонов Петроградского гарнизона, а в ноябре 1916 года назначен начальником 2-й Одесской школы подготовки прапорщиков пехоты, одним из ротных командиров которой был капитан Муравьёв.
После Февральской революции, несмотря на то, что никогда не жил на Украине и не владел украинским языком, выступил в поддержку украинского национального движения. В марте 1917 участвовал в манифестации в Одессе, проходившей под жёлто-голубым флагом. Стал одним из членов-учредителей Одесской украинской военной общины.
В июле 1917 года назначен временно исполняющим должность командира Лейб-гвардии Гренадерского полка 8-й армии Юго-Западного фронта, отказавшегося участвовать в боевых действиях. Добился возвращения полка на позиции. Пытался выполнить приказание генерала Брусилова об украинизации полка, однако безуспешно — из-за нежелания большинства военнослужащих украинизироваться.
22 августа 1917 года был освобождён от командования полком и зачислен в резерв чинов Одесского военного округа. По инициативе Центральной рады был назначен начальником гарнизона Екатеринослава, где активно занимался украинизацией подведомственных ему войск. Также участвовал в создании вооружённых формировании так называемого «украинского вольного казачества».
После Октябрьской революции 1917 года в Петрограде активная проукраинская позиция Михаила Омельяновича-Павленко способствовала назначению его инспектором украинского Военного секретариата (Военным комиссаром Центральной рады) при штабе Одесского военного округа.
В марте—апреле 1918 года — член демобилизационной комиссии Румынского фронта. Обеспечивал передачу имущества и вооружения воинских частей бывшей Императорской армии частям и учреждениям создаваемой армии Украинской народной республики.

### Украинский генерал
С апреля 1918 года — командир 11-й кадрированной пехотной дивизии (штаб в Полтаве) украинской армии гетмана Павла Скоропадского. С 15 июня 1918 года — генерал-хорунжий.
В конце 1918 года, после ликвидации Гетманата, перешёл на сторону Директории УНР, состоял при штабе войск Украинской народной республики (УНР).
С 10 декабря 1918 года — командующий Галицкой армией (вооружёнными силами Западно-Украинской народной республики), реорганизовал войска и тыловые коммуникации, но военных успехов не добился. Был заменён на этом посту генералом Грековым.
С 9 июня 1919 года служил в штабе Действующей армии УНР. Как бывшему полковнику Лейб-гвардии и Георгиевскому кавалеру, ему было поручено вести мирные переговоры с командованием Вооружённых сил Юга России, закончившиеся безрезультатно («белые» не хотели признавать независимости Украинской народной республики, выступая за единую и неделимую Россию).
8 сентября 1919 года был назначен командующим Запорожской группы войск Действующей армии УНР.
5 декабря 1919 года, в условиях наступления Красной армии РСФСР и явного поражения армии УНР, был назначен командующим Действующей армией УНР. Возглавлял армию во время «Первого зимнего похода» — рейда по тылам «красных» и «белых» войск на территории Правобережной Украины. Всего в начале похода под командованием генерала Михаила Омелянович-Павленко было 6400 штыков и сабель, 14 орудий, 144 пулемёта. Его армия прошла с боями 2500 км за 180 дней. 6 мая 1920 года она прорвала фронт в районе Ямполя и присоединилась к 3-й Украинской железной дивизии армии УНР, воевавшей в составе 6-й польской армии против Красной армии во время начавшейся к тому времени советско-польской войны. За успешное руководство войсками в «Зимнем походе» произведен в генерал-поручики и награждён Железным Крестом — боевой памятной наградой УНР.
В 1920 году — участник советско-польской войны на стороне поляков. Был командующим действующей армии УНР (2-го формирования).
Оставался командующим армией УНР и после её интернирования в ноябре 1920 года польскими властями (до 11 июля 1921). С 10 февраля по 11 июля 1921 года, одновременно, Военный министр правительства УНР, находившегося в изгнании, на территории, отошедшей к Польской республике.
В 1921 году вступил в конфликт с Главным Атаманом Петлюрой, что привело к увольнению М. Омелянович-Павленко, с 11.07.1921, от всех занимаемых должностей.

### Эмигрант

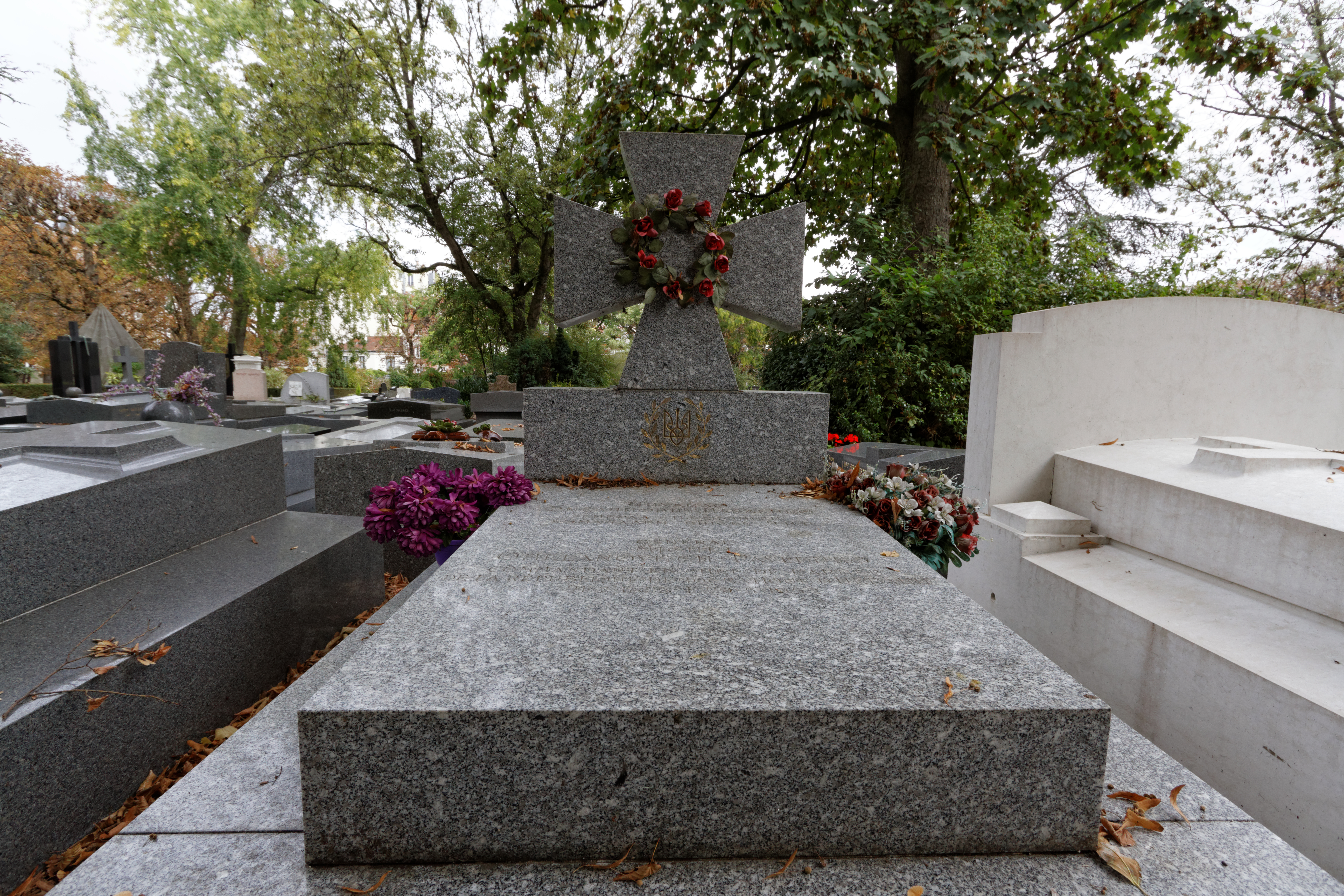
Могила Михаила Омелянович-Павленко на кладбище Пер-Лашез в Париже (2013 год).

После Гражданской войны в России жил в эмиграции в Чехословакии, где возглавлял «Союз украинских ветеранских организаций». Имел близкие контакты как с организациями, связанными с правительством УНР в изгнании, так и с более радикальными УВО и ОУН (после раскола на бандеровцев и мельниковцев Михаил Омелянович-Павленко был ближе к последним).
Во время Второй мировой войны стал коллаборационистом. Поддерживал создание дивизии «Галичина», несколько раз приезжал для выступлений перед новобранцами. Немцами был назначен главой (гетманом) украинского вольного казачества (1942), занимался формированием частей «Украинской освободительной армии» на германской службе. Немцы, однако, не доверяли украинским деятелям, и включили «казачьи» подразделения в состав охранных батальонов, лишив их тем самым самостоятельности.
С 1945 года Михаил Омелянович-Павленко жил в Германии, с 1950 года — во Франции. В 1945 году Украинский национальный комитет назначил его главой Высшей войсковой рады.
В 1947—1948 годах — Министр военных дел правительства УНР в изгнании, в этот же период был произведен в генерал-полковники армии УНР.
Умер в 1952 году в Париже.

## Сочинения
Михаил Владимирович Омелянович-Павленко — автор мемуаров, опубликованных в полном объёме в Киеве, в 2007 году, под названием « (укр.) Спогади командарма (1917—1920)», — «Воспоминания командарма (1917—1920)».
Сотрудничал с журналом «Нація в поході» П. Скоропадского.

## Награды
Ордена:
- Святого Станислава 3-й степени с мечами и бантом (утв. ВП от 05.11.1906, стр. 18), — за отличия в делах против японцев
- Святой Анны 4 степени с надписью «За храбрость» (утв. ВП от 15.07.1907, стр. 7), — за боевые отличия
- Святой Анны 3-й степени с мечами и бантом (утв. ВП от 15.07.1907, стр. 6), — за боевые отличия
- Святого Владимира 4-й степени (ВП от 23.03.1908, стр. 4)
- Святого Станислава 2-й степени (ВП от 06.12.1912, стр. 110)
- Сербский орден Белого орла 5-й степени (Высочайше разрешено принять и носить 13.09.1913)
- Святой Анны 2-й степени (с 31.01.1914; ВП от 28.05.1914, стр. 6), — за отличное окончание в 1913 году  курса Офицерской стрелковой школы
- Святого Владимира 3-й степени с мечами (ВП от 20.05.1916, стр. 30), — за отличия в делах против неприятеля
- Святого Георгия 4-й степени (утв. ВП от 18.07.1916, стр. 20), — ... за то, что при встречном бою у деревни Хелмно, командуя головным отрядом в составе трёх рот и четырёх пулемётов, в течение четырёх с половиной часов — до своего тяжёлого ранения — сдерживал огнём и контратаками упорный натиск целой бригады немцев, чем дал возможности перейти двум нашим полкам с артиллерией по узкой гати и мосту через реку Нер, оттеснить германцев и прочно занять позицию у переправы[10]

Медали:
- «В память русско-японской войны» (1907)
- «В память 100-летия Отечественной войны 1812 года» (1912)
- «В память 300-летия царствования дома Романовых» (1913)

Знаки отличия:
- В память 100-летнего юбилея Павловского военного училища (1900)
- В память 25-летнего юбилея шефства Государя Императора Лейб-гвардии в Волынском полку (1905)
- Офицерский нагрудный знак в память 100-летнего юбилея Лейб-гвардии Волынского полка (1906)
- Высочайше утверждённый нагрудный знак за окончание Офицерской стрелковой школы (1913)

Награды Украинской народной республики (УНР):
- Железный Крест (1920), — за Зимний поход и бои
- Крест Симона Петлюры (1936)

Награды Западно-Украинской народной республики (ЗУНР):
- Галицкий Крест[укр.] (1928)

## Память
- В последние годы в честь генерала УНР Михаила Омеляновича-Павленко его именем названы улицы во многих городах Украины — в том числе в Киеве[11], Виннице, Днепре, Николаеве, Первомайске, Вознесенске.
- В декабре 2018 года на государственном уровне в Украине отмечалась памятная дата — 140 лет со дня рождения Михаила Омеляновича-Павленко (1878—1952), военного деятеля, генерал-полковника армии УНР[12].